# جیچو قللو (پرو)
جیچو قللو (به اسپانیایی: Jichu Qullu) یک کوه در پرو است که در منطقه موکگوا واقع شده‌است. جیچو قللو ۵٬۰۲۵ متر بالاتر از سطح دریا واقع شده‌است.